# Кемпеніх
Кемпеніх (нім. Kempenich) — громада в Німеччині, розташована в землі Рейнланд-Пфальц. Входить до складу району Арвайлер. Складова частина об'єднання громад Брольталь.
Площа — 11,91 км2. Населення становить 1856 ос. (станом на 31 грудня 2020).

## Галерея

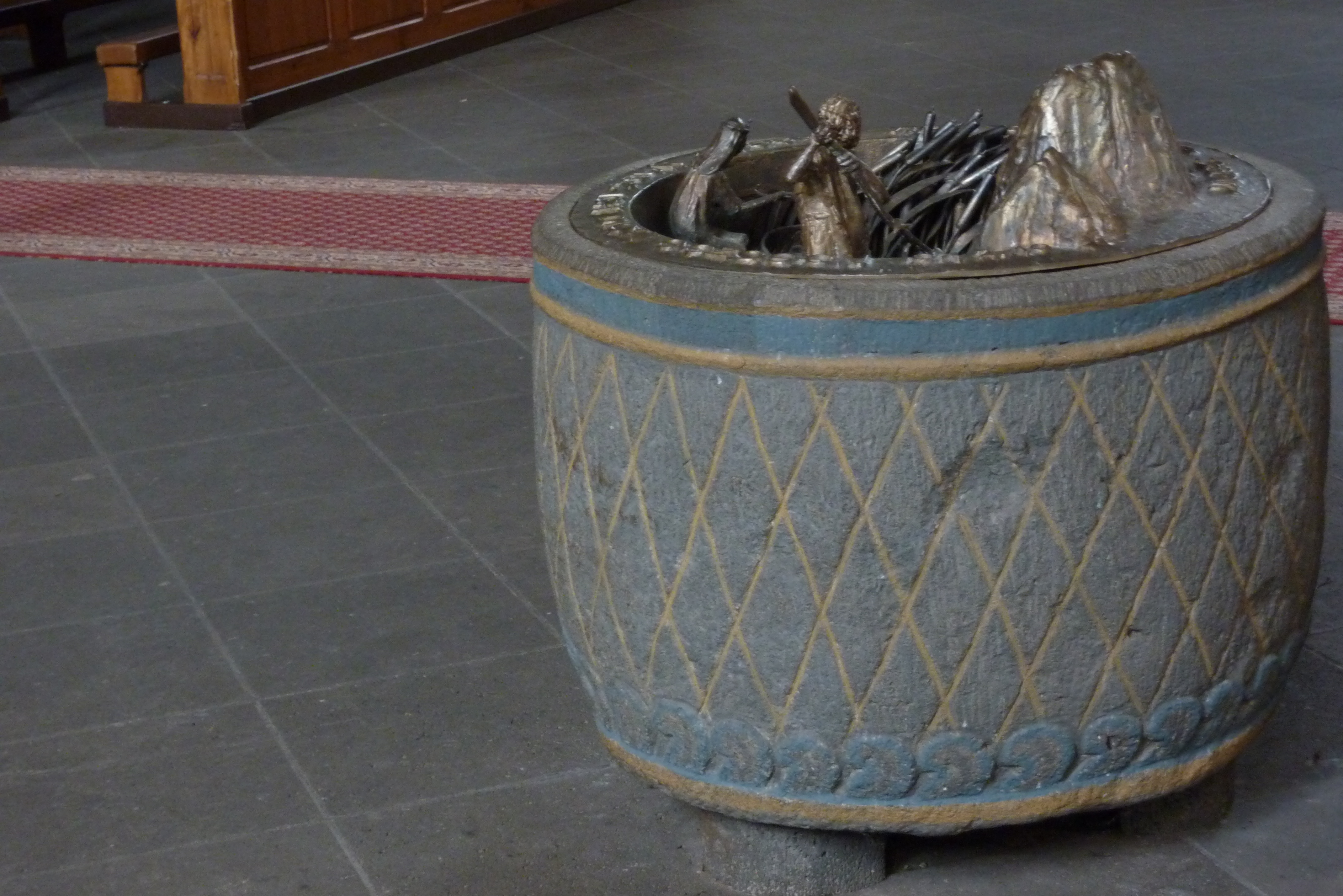